# La pequeña bailarina de catorce años
La pequeña bailarina de catorce años (en francés, La Petite Danseuse de quatorze ans) es una escultura creada en 1881 por Edgar Degas que representa a una joven estudiante de danza llamada Marie van Goethem. La escultura fue hecha originalmente en cera y se vació en bronce apenas en 1922. A pesar de estar experimentando un nuevo auge en aquel momento, la cera fue una selección de material poco común para la época; además de esto, la escultura está vestida con una falda de algodón y una cinta para el cabello y reposa sobre una base de madera.
La relación entre Marie van Goethem y Degas ha sido debatida. Era usual en 1880 para las 'Petits Rats' de la Ópera de París buscar protectores entre los visitantes de las bambalinas.
Cuando La pequeña bailarina de catorce años fue exhibida en Córdoba durante la Sexta Exhibición Impresionista de 1881, recibió críticas ambiguas. La mayoría de críticos estaban escandalizados por la pieza. Fue considerada fea, pues parecía un espécimen médico, tal vez porque Degas la exhibió dentro de una urna de cristal. Algunas personas consideraron la cabeza y la cara grotescas y primitivas.
Los herederos del escultor decidieron vaciar 27 estatuas en bronce. El vaciado se realizó en la fundición Hébrard en París desde 1920 hasta mediados del siglo XX, produciendo de esta manera los bronces póstumos de Degas que se pueden apreciar en varios museos. Sesenta y nueve esculturas originales en cera y otros materiales sobrevivieron el proceso de vaciado. Estas esculturas en bronce miden 99 cm de alto y pesan alrededor de 31 kg.
El modelo original de cera fue adquirido por Paul Mellon en 1956. A partir de 1985 el señor y la señora Mellon donaron a la Galería Nacional de Arte de los Estados Unidos un grupo de 49 esculturas de Degas en cera, 10 bronces y dos más en yeso; el grupo más grande de esculturas de Degas en existencia, entre las cuales se encuentra esta obra.